# 미락가유
《미락가유》(美樂加油)는 2011년 방송되었던 타이완의 드라마이다.

## 소개
- 음반제작사 남주와 제빵사 여주의 로맨틱 멜로물

## 등장 인물
- 왕신링 - 차메이러 역
- 허쥔샹 - 한이리에 역
- 시역남 (Eli Shih) - 한이펑 역
- 소훈 (美樂加) - 한이페이 역
- 장선위 (張善為) - 차위청 역
- 장가녕 (張家寧) - 궈쉬안쉬안 역
- 왕월 (Moon Wang) - 한모 역
- 류서기 (劉瑞琪) - 차모 역
- 류옌 - 추샤오인 역
- 소소빈 (溫玄燁) - 궈샤오쥐 역